# Jim O’Brien (Eishockeyspieler)
James Patrick „Jim“ O’Brien (* 29. Januar 1989 in Maplewood, Minnesota) ist ein ehemaliger US-amerikanischer Eishockeyspieler, der im Verlauf seiner aktiven Karriere zwischen 2006 und 2020 unter anderem 84 Spiele für die Ottawa Senators und New Jersey Devils in der National Hockey League (NHL) auf der Position des Centers bestritten hat. Darüber hinaus absolvierte O’Brien annähernd 500 weitere Partien in der American Hockey League (AHL) und verbrachte eine Spielzeit bei den Nürnberg Ice Tigers in der Deutschen Eishockey Liga (DEL).

## Karriere
O’Brien gehörte zwischen 2004 und 2006 zum National Team Development Program des US-amerikanischen Eishockeyverbandes USA Hockey, für das er die folgenden beiden Spielzeiten national in der North American Hockey League (NAHL) auflief, aber es auch international vertrat. Anschließend schrieb sich der Center aber an der University of Minnesota ein und versuchte ein Studium zu verfolgen. Parallel spielte er für das Eishockeyteam des Colleges in der Western Collegiate Hockey Association (WCHA), einer Division im Spielbetrieb der National Collegiate Athletic Association (NCAA). Nach der Saison 2006/07 wurde er im NHL Entry Draft 2007 in der ersten Runde an 29. Stelle von den Ottawa Senators aus der National Hockey League (NHL) ausgewählt. Der Stürmer verließ daraufhin die Universität vorzeitig und wechselte in die kanadische Juniorenliga Western Hockey League (WHL). Dort verbrachte er die zwei Spielzeiten bis zum Frühjahr 2009, bevor er einen Vertrag bei den Ottawa Senators unterschrieb. In deren Farmteam Binghamton Senators aus der American Hockey League verbrachte O’Brien den Rest der Saison 2008/09.

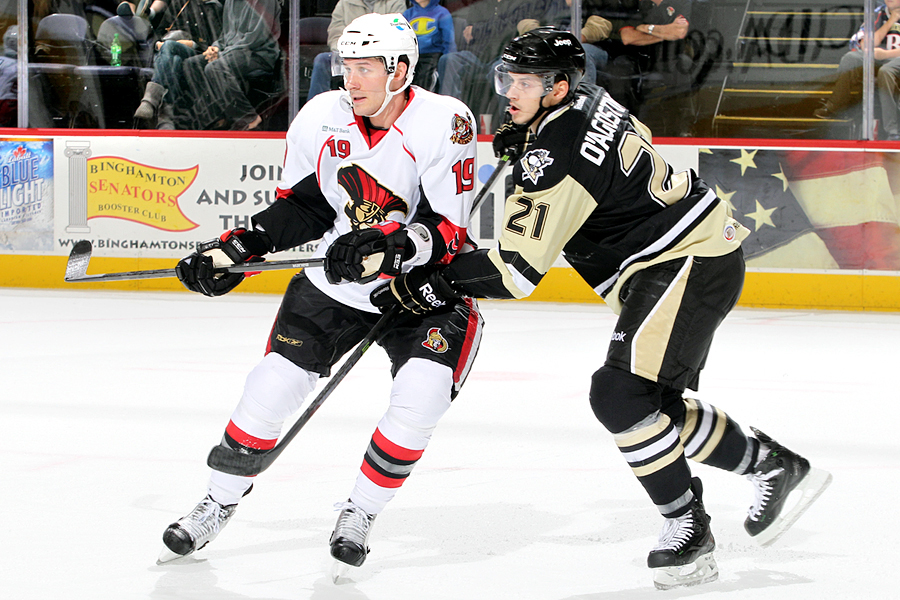
O’Brien (links) im Trikot der Binghamton Senators (2013)

Mit Beginn der Spielzeit 2009/10 war der US-Amerikaner fester Bestandteil des Kaders der Binghamton Senators und schaffte erst im Verlauf der Saison 2010/11 den Sprung in den NHL-Kader Ottawas. Zudem gewann er in dieser Saison den Calder Cup mit Binghamton. Insgesamt verblieb er bis zum Ende des Spieljahres 2013/14 im Franchise, jedoch schaffte er es im Zeitraum der fünf Jahre nicht, sich in der NHL als Stammspieler zu etablieren. Lediglich 63 NHL-Spiele standen für ihn zu Buche. Auf der Suche nach einer neuen Herausforderung wechselte der Stürmer im Sommer 2014 nach Europa. Er unterschrieb einen Vertrag bei Metallurg Nowokusnezk aus der Kontinentalen Hockey-Liga (KHL). Sein Engagement dort endete aber bereits Ende Dezember desselben Jahres nach nur 22 Einsätzen. O’Brien kehrte daraufhin nach Nordamerika zurück und kam für den Rest der Saison bei den Hershey Bears in der AHL unter. Im Sommer 2015 unterschrieb er als Free Agent einen Vertrag bei den New Jersey Devils aus der NHL, wo er aber vorzüglich bei den Albany Devils in der AHL eingesetzt wurde.
Nach einem Jahr bei den San Antonio Rampage schloss sich der Offensivspieler im Oktober den Belleville Senators an. Deren NHL-Kooperationspartner, die Ottawa Senators, statteten ihn im Februar 2018 mit einem Zweijahresvertrag aus. Diesen erfüllte er und wechselte anschließend im Juni 2019 zu den Nürnberg Ice Tigers in die Deutsche Eishockey Liga (DEL). Für die Ice Tigers kam er aufgrund einer Verletzung zu weniger als 20 Einsätzen. Nach der Saison 2019/20 beendete der 31-Jährige daher seine aktive Karriere.

### International
Für sein Heimatland spielte O’Brien im Juniorenbereich bei der World U-17 Hockey Challenge 2005, den U18-Junioren-Weltmeisterschaften 2006 und 2007 sowie der U20-Junioren-Weltmeisterschaft 2009. Bei der World U-17 Hockey Challenge und U20-Junioren-Weltmeisterschaft belegte der Stürmer jeweils den fünften Platz und damit außerhalb der Medaillenränge. Umso erfolgreicher verliefen die beiden U18-Junioren-Weltmeisterschaften. Im Jahr 2006 gewannen die Amerikaner nach einem 3:1-Sieg über Finnland die Goldmedaille. Zum Gewinn des Weltmeistertitels steuerte O’Brien in sechs Begegnungen vier Scorerpunkte bei. Darunter befanden sich drei Tore. Im folgenden Jahr scheiterten die US-Boys knapp an der Titelverteidigung, als sie erst im Finale Russland mit 5:6 unterlagen. Im Rahmen des Turniers steuerte der Angreifer in sieben Partien ebenso viele Punkte zum Silbermedaillengewinn bei.

## Erfolge und Auszeichnungen
- 2006 Goldmedaille bei der U18-Junioren-Weltmeisterschaft
- 2007 Broadmoor-Trophy-Gewinn mit der University of Minnesota
- 2007 Silbermedaille bei der U18-Junioren-Weltmeisterschaft
- 2011 Calder-Cup-Gewinn mit den Binghamton Senators

## Karrierestatistik

### International
Vertrat USA bei:
- World U-17 Hockey Challenge 2005
- U18-Junioren-Weltmeisterschaft 2006
- U18-Junioren-Weltmeisterschaft 2007
- U20-Junioren-Weltmeisterschaft 2009

(Legende zur Spielerstatistik: Sp oder GP = absolvierte Spiele; T oder G = erzielte Tore; V oder A = erzielte Assists; Pkt oder Pts = erzielte Scorerpunkte; SM oder PIM = erhaltene Strafminuten; +/− = Plus/Minus-Bilanz; PP = erzielte Überzahltore; SH = erzielte Unterzahltore; GW = erzielte Siegtore; 1 Play-downs/Relegation; Kursiv: Statistik nicht vollständig)